# 13-й батальон территориальной обороны Черниговской области
13-й батальон территориальной обороны «Чернигов-1» (укр. 13-й батальйон територіальної оборони «Чернігів-1») — отдельный батальон, созданный в Черниговской области. Преобразован в 13-й отдельный мотопехотный батальон, находится в оперативном подчинении 1-й отдельной танковой бригады Сухопутных войск Украины.

## Предшествующие события
19 марта 2014 года Совет национальной безопасности и обороны Украины принял решение о создании оперативных штабов при областных государственных администрациях пограничных областей Украины. 30 марта 2014 года и. о. президента Украины А. В. Турчинов поручил руководителям областных администраций начать создание батальонов территориальной обороны в каждой области Украины.
30 апреля 2014 года было принято официальное решение возложить функции создания батальонов территориальной обороны в каждой области Украины на областные военные комиссариаты.

## Формирование батальона
Формирование батальона началось 23 апреля 2014 ,'Ї',≈§×‡÷~₴≈:°'8,•:≈₴~÷‡×§≈,'.Ґ',9'6,'Є,'&','Ї',≈§×‡÷~₴≈:°'8,•:≈₴~÷‡×,'X,Х',X,',*,§'≈,'.Ґ',8'8,'Є,'&',$'§'9,6',Ї'Ж,Ґ',<,'6!'?'9,$'§'9,6',Ї'Ж,Ґ',<,'!'?',',9',6,'.3,'6,'9,'Ґ,','Ї,'9,'3',.6',3,'9',Ґ,'Є,'Я,.'#₴@_&;, после начала второй очереди мобилизации и проходило при содействии со стороны областной администрации Черниговской области (вопросы обеспечения батальона были возложены на созданный 15 мая 2014 департамент по вопросам гражданской защиты и оборонной работы Черниговской областной госадминистрации):
- так, 20 июня 2014 года Черниговская область приняла решение закупить для 13-го и 41-го батальонов территориальной обороны партию бронежилетов «Корсар-М3» на сумму свыше 682 тыс. гривен[12]
- 21 июля 2014 для батальона были закуплены 2,5-тонный грузовик «Hyundai» и 70 пар сапог[13]
- 9 сентября 2014 батальону передали партию снаряжения (102 спальных мешка, 97 карематов, 199 пар берцев, 200 пар резиновых сапог, 236 прорезиненных плащей, 180 комплектов белья и термобелья), продовольствие и сигареты[14][15][16]
- 12 сентября 2014 областная администрация Черниговской области передала батальону автомашину УАЗ-396206[17]
- 29 сентября 2014 областная администрация Черниговской области передала батальону партию медикаментов (из запасов городских больниц № 1 и № 2 города Чернигов) и продовольствие (которое в качестве спонсорской помощи предоставили городские предприниматели)[16]

Кроме того, батальон получает помощь от общественных организаций и частных лиц:
- в период до 30 апреля 2014 на обеспечение потребностей батальона было собрано 1,171 млн гривен[7]
- в период с 21 мая до начала июня 2014 батальон получил два бронежилета 4 класса, 4 пары «берцев», 4 бинокля, 6 спальных мешков, 1 палатку, медикаменты, фляги, продовольствие[18]
- в середине июня 2014 предприниматель В. Богушевич передал батальону ещё 4 бронежилета и шесть прожекторов с датчиками движения[19]
- 5 сентября 2014 черниговская волонтерская организация «9-я волна» и киевский благотворительный фонд «Территория жизни» приобрели и передали батальону одну автомашину «скорой помощи» на базе микроавтобуса Ford Transit, дефибриллятор и 19 медицинских аптечек[20]
- в дальнейшем, был создан фонд «Центр підтримки армії Андрій Дериземля», через который 13-й и 41-й территориальные батальоны получили дополнительное количество снаряжения и продовольствия[21]

Местом дислокации батальона стал 169-й учебный центр сухопутных войск «Десна», здесь личный состав батальона прошёл военную подготовку.
10 июля 2014 председатель областного совета Черниговской области Николай Зверев сообщил, что при участии специалистов по геральдике разрабатывается вопрос о создании боевого знамени батальона.
В соответствии с указом президента Украины П. А. Порошенко № 44 от 11 февраля 2016 года оказание шефской помощи батальону было поручено Козелецкой районной государственной администрации.

## Деятельность
В начале мая 2014 года батальон был отправлен в зону боевых действий на востоке Украины и с 9 мая 2014 — находится в зоне проведения «антитеррористической операции»
С 12 мая 2014 года 400 военнослужащих батальона начали несение службы на блок-постах и приступили к строительству опорных пунктов.
20 мая 2014 в районе села Новоалександровка был создан базовый лагерь батальона.
В июне 2014 батальон нёс службу в Луганской области, на блокпостах третьего эшелона военной группировки украинских войск, военнослужащие осуществляли контроль территории.
12 июня 2014 погиб капитан 13-го батальона территориальной обороны Алексей Коновалов
18 августа 2014 батальон выдвинулся к Станице Луганской. 18-19 августа 2014 в результате артиллерийско-миномётного обстрела позиций батальона у Станицы Луганской был убит 1 и ранены ещё 10 военнослужащих батальона (двое раненых скончались от полученных ранений), позднее в бою под Луганском погиб ещё один военнослужащий батальона.
4 сентября 2014 жёны, родители и родственники военнослужащих 13-го и 41-го батальонов территориальной обороны записали видеообращение к президенту Украины Петру Порошенко с просьбой вернуть домой военнослужащих батальона, которые уже четыре месяца находились в зоне боевых действий, а 8 сентября 2014 — перекрыли дорогу в центре Чернигова с требованием провести ротацию батальонов.
6 сентября 2014 в результате миномётного обстрела позиций батальона у Станицы Луганской погиб 1 военнослужащий батальона, по меньшей мере ещё 1 военнослужащий получил ранения.
После этого, 15 сентября 2014 глава обладминистрации Черниговской области В. Ивашко сообщил, что 13-й и 41-й батальоны территориальной обороны, уже пять месяцев непрерывно находившиеся в зоне проведения «антитеррористической операции» будут возвращены в Черниговскую область.
19 сентября 2014 военный комиссар Черниговской области Константин Никулин сообщил, что общие потери батальона составляют 7 человек убитыми и 18 ранеными.
В конце сентября 2014 батальон был отведён в село Орехово Старобельского района Луганской области.
1 октября 2014 было объявлено, что началась подготовка к замене батальона на другие части.
11 октября 2014 в Луганской области погиб ещё один военнослужащий батальона
3 ноября 2014 батальон был выведен из зоны боевых действий и железнодорожным транспортом переброшен к месту постоянной дислокации, в Чернигов, был преобразован в 13-й отдельный мотопехотный батальон и подчинён 1-й отдельной танковой бригаде. Потери батальона за шесть месяцев в зоне боевых действий составили 9 военнослужащих убитыми и 37 ранеными, а также 12 единиц автомобильной техники.
14 января 2015 года батальон покинул место постоянной дислокации в Черниговской области и железнодорожным транспортом был направлен в зону боевых действий. Как сообщило министерство обороны Украины, техника батальона отремонтирована, а личный состав полностью обеспечен снаряжением и тёплым обмундированием.
30 января 2015 в боях под Углегорском батальон потерял 6 военнослужащих убитыми и ещё 16 ранеными.
31 января 2015 под Углегорском во время обстрела артиллерийских позиций украинской армии из РСЗО "Град" от осколочных ранений погиб ещё один военнослужащий батальона (сержант Н. Н. Пономаренко).
3 февраля 2015 на лечение в военный госпиталь Чернигова поступила ещё одна группа военнослужащих батальона, раненых в зоне АТО.
По состоянию на 10 февраля 2015 года, батальон находился в районе Дебальцево.
12-13 февраля 2015 противотанковый взвод батальона занимал позиции на имеющем важное значение перекрёстке дорог Донецк-Луганск и Изюм-Ростов (получившем название «Дебальцевский крест»).
17 февраля 2015 во время отступления украинских войск от Дебальцево взрывом мины был убит военнослужащий батальона В. С. Бахмач, в этот же день в районе села Копти Черниговской области погиб ещё один военнослужащий батальона (Илья Билоус), он застрелился из табельного оружия. 18 февраля 2015 в районе Дебальцево погиб ещё один солдат (Максим Головатий, до обнаружения тела он считался пропавшим без вести). Ещё 24 военнослужащих батальона были ранены.
4 марта 2015 батальон занял новые позиции в районе Артёмовска.
7 марта 2015 в Артёмовске от сердечного приступа скончался ещё один военнослужащий батальона.
17 апреля 2015 родственники военнослужащих батальона выразили обеспокоенность в связи с тем, что демобилизация призванных весной 2014 года военнослужащих батальона отложена.
В начале июня 2015 батальон находился в секторе "С", личный состав батальона был привлечён к строительству укреплений.
29 июня 2015 на блокпосту возле села Клещеевка Артемовского района Донецкой области был ранен военнослужащий 13-го батальона Д. Пономаренко. 30 июня, не приходя в сознание, он умер от полученного ранения.
20 января 2016 в зоне боевых действий погиб ещё один военнослужащий батальона.
В целом, до 23 апреля 2016 года потери батальона составили 33 военнослужащих погибшими.

## Техника, вооружение и снаряжение
Личный состав батальона вооружён стрелковым оружием (автоматами АК-74 и АКС-74У, ручными пулемётами РПК-74).
Обеспечение военнослужащих экипировкой и средствами индивидуальной защиты — неудовлетворительное, в мае 2014 батальон был отправлен в зону боевых действий без бронежилетов и разгрузочных жилетов, к 21 июля 2014 бронежилеты имелись у 40 % личного состава.
В период формирования батальон получил 65 автомашин: автобус ЛАЗ-695 и грузовики.
По состоянию на 3 ноября 2014, в распоряжении батальона имелась БРДМ-2.
22 ноября 2014 батальону передали ещё четыре автомашины: один бронированный УАЗ-469, один джип «Hyundai Galloper» и две машины «скорой помощи» на базе «Ford Transit».
По состоянию на 14 января 2015 года, на вооружении батальона было не менее четырёх БРДМ-2 и несколько ЗУ-23-2. Кроме того, перед отправкой в зону боевых действий батальон получил от волонтёров ещё одну единицу техники — передвижную автобаню на шасси ГАЗ-66.
В боях под Углегорском на вооружении батальона имелась артиллерия.
В феврале 2015 года на вооружении имелись пулемёты ПК и противотанковые гранатомёты РПГ-7.